# Samuel Mbangula
Samuel Mbangula, né le 16 janvier 2004 à Bruxelles en Belgique, est un footballeur belge, d'origine congolaise (RDC), qui joue au poste d'attaquant au Werder Brême.

## Biographie

### En club
Né en Belgique de parents congolais, Samuel Mbangula commence le football au Club Bruges KV où il reste cinq ans, avant de rejoindre le RSC Anderlecht à l'été 2019.
En août 2020, il intègre l'équipe des moins de 17 ans de la Juventus, où il signe un contrat de quatre ans en 2022. Il y joue en moins de 19 ans, puis en 2023-2024 avec la Juventus Next Gen (l'équipe réserve), en Serie C.
Le 19 août 2024, Samuel Mbangula fait ses débuts en Serie A lors de la première journée de la saison 2024-2025, et inscrit déjà son premier but, lors de la victoire 3 buts à 0 face à Côme.
Le 5 novembre, il dispute sa première rencontre de Ligue des champions, remplaçant Kenan Yıldız à la 81e minute,.
Lors du mercato estival 2025, Samuel Mbangula troque l'Italie pour l'Allemagne et signe au Werder Brême, où il rejoint ses compatriotes Olivier Deman et Senne Lynen.

### En sélections nationales
Samuel Mbangula parcourt les équipes belges des moins de 15 ans aux moins de 19 ans avant d'intègrer les espoirs en octobre 2023, face à Malte.
Le 11 novembre 2024, il est appelé chez les Diables Rouges par Domenico Tedesco pour les deux rencontres de Ligue des nations face à l'Italie et à Israël et rejoint ainsi le noyau A, en bénéficiant de l'absence de plusieurs titulaires, mais ne monte toutefois pas au jeu.

## Style de jeu
Samuel Mbangula est considéré comme un ailier offensif rapide.

## Statistiques

### En club
| Saison                | Club                   | Championnat           | Championnat | Championnat | Championnat | Coupe(s) nationale(s) | Coupe(s) nationale(s) | Coupe(s) nationale(s) | Supercoupe | Supercoupe | Supercoupe | Compétition(s) continentale(s) | Compétition(s) continentale(s) | Compétition(s) continentale(s) | Compétition(s) continentale(s) | Total | Total | Total |
| Saison                | Club                   | Division              | M.          | B.          | P.d.        | M.                    | B.                    | P.d.                  | M.         | B.         | P.d.       | Comp.                          | M.                             | B.                             | P.d.                           | M.    | B.    | P.d.  |
| 2023-2024             | Juventus Next Gen (en) | Serie C               | 23          | 2           | 2           | 2                     | 0                     | 2                     | -          | -          | -          | -                              | -                              | -                              | -                              | 25    | 2     | 4     |
| 2024-2025             | Juventus FC            | Serie A               | 23          | 3           | 4           | 1                     | 0                     | 0                     | 1          | 0          | 1          | C1                             | 7                              | 1                              | 0                              | 32    | 4     | 5     |
| 2025-2026             | Werder Brême           | Bundesliga            | -           | -           | -           | 1                     | 0                     | 0                     | -          | -          | -          | -                              | -                              | -                              | -                              | 1     | 0     | 0     |
| Total sur la carrière | Total sur la carrière  | Total sur la carrière | 46          | 5           | 6           | 4                     | 0                     | 2                     | 1          | 0          | 1          | -                              | 7                              | 1                              | 0                              | 58    | 6     | 9     |